# Mi Sangre
Mi Sangre (Spaans voor Mijn bloed) is het derde studioalbum van de Colombiaanse singer-songwriter Juanes. Het werd internationaal uitgebracht in 2004, in Nederland echter pas in 2006. Het was in Nederland het tweede album dat van de zanger uitkwam, na Un Día Normal uit 2003.

## Geschiedenis
De top-20 hit A Dios le Pido van het album Un Día Normal leek lang een eendagsvlieg te blijven, maar drie jaar later scoorde Juanes met La Camisa Negra van Mi Sangre opnieuw een hit in Nederland. Het haalde de tweede positie in de Nederlandse Top 40 en werd hit van het jaar 2006. Het album werd ook veel succesvoller dan zijn voorganger. Het haalde de vierde positie in de Album Top 100 en bleef ruim een jaar in de hitlijsten staan.

## Tracklist
1. Ámame (Houd van me) – 4:19
2. Para Tu Amor (Voor jouw liefde) – 4:09
3. Sueños (Dromen) – 3:10
4. La Camisa Negra (Het zwarte overhemd) – 3:36
5. Nada Valgo Sin Tu Amor (Ik ben niks waard zonder jouw liefde) – 3:16
6. No Siento Penas (Ik heb geen spijt) – 3:53
7. Dámelo (Geef het mij) – 4:07
8. Lo Que Me Gusta A Mí (Wat ik leuk vind) – 3:30
9. Rosario Tijeras (Rosario Tijeras) – 3:27
10. ¿Qué Pasa? (Wat is er?) – 3:47
11. Volverte A Ver (Ik zie je weer) – 3:37
12. Tu Guardián (Jouw voogd) – 4:25